# Noceda del Bierzo
Noceda del Bierzo är en kommun i Spanien.   Den ligger i provinsen Provincia de León och regionen Kastilien och Leon, i den nordvästra delen av landet, 300 km nordväst om huvudstaden Madrid. Antalet invånare är 760. Arean är 72 kvadratkilometer. Noceda del Bierzo gränsar till Bembibre, Toreno, Igüeña och Folgoso de la Ribera. 
Terrängen i Noceda del Bierzo är lite bergig.